# Solčava
Solčava (in tedesco Sulzbach) è un comune di 537 abitanti della Slovenia settentrionale. È un piccolo centro turistico di tipico aspetto alpino, abitato fin dalla preistoria, lungo le rive del torrente Savinja.

## Edifici di interesse
Il paese è dominato dalla parrocchiale di Marija Snežna (Madonna della Neve), edificata in posizione pittoresca. La chiesa, che appartiene alla diocesi di Celje, risale al XV secolo e ospita al suo interno una statua della Vergine Maria del XIII secolo.

## Località
Il comune di Solčava è diviso in 4 insediamenti (naselja):
- Logarska Dolina
- Podolševa
- Robanov Kot
- Solčava - Insediamento capoluogo